# Craspedosis chrysopyga
Craspedosis chrysopyga är en fjärilsart som beskrevs av Louis Beethoven Prout 1932. Craspedosis chrysopyga ingår i släktet Craspedosis och familjen mätare. Inga underarter finns listade i Catalogue of Life.